# عبد الرحيم كنوان
عبد الرحيم كنوان شاعر، من مواليد مدينة الجديدة في المغرب بتاريخ 20 يوليو 1963م، حاصل على شهادة الدكتوراه في الآداب من «كلية ظهر المهراز» بمدينة فاس، رئيس «الرابطة المغربية للأدب المعاصر» ومؤسسها سنة 1997م، تُرجم لحياته وشعره في «معجم البابطين للشعراء العرب المعاصرين» سنة 1995م، حاصل على عدة جوائز في الشعر العربي، شارك في العديد من الملتقيات الشعرية العربية، له تسعة دواوين شعرية صادرة.

## كتبه
- شظايا من الوجدان (1989).
- صـرخـة الماء (2003).
- حَرٌّ في ذاكرة الشجر (2004).
- أمطـار مالحــة (2005).
- ربــوع الصمت (2007).
- بِنَـفْحِـكَ مُعانـقــة النَّخيل (2007).
- البراعم المشرقة (2012).
- أجنحة البيئة المهاجرة (2012).
- قَدَرٌ علَى مَطَر (2015)
- من جماليات إيقاع الشعر العربي - دراسة نقدية.
- بلاغة الإيقاع في الشعر المغربي الحديث - دراسة نقدية.